# NGC 1111
NGC 1111 ou IC 1850 é uma galáxia espiral (S) localizada na direcção da constelação de Aries. Possui uma dimensão de 0,5' × 0,2', uma declinação de +13° 15' 33" e uma ascensão recta de 2 horas, 48 minutos e 39,3 segundos.
A galáxia NGC 1111 foi descoberta em 2 de Dezembro de 1863 por Albert Marth.